# 1965 na literatura

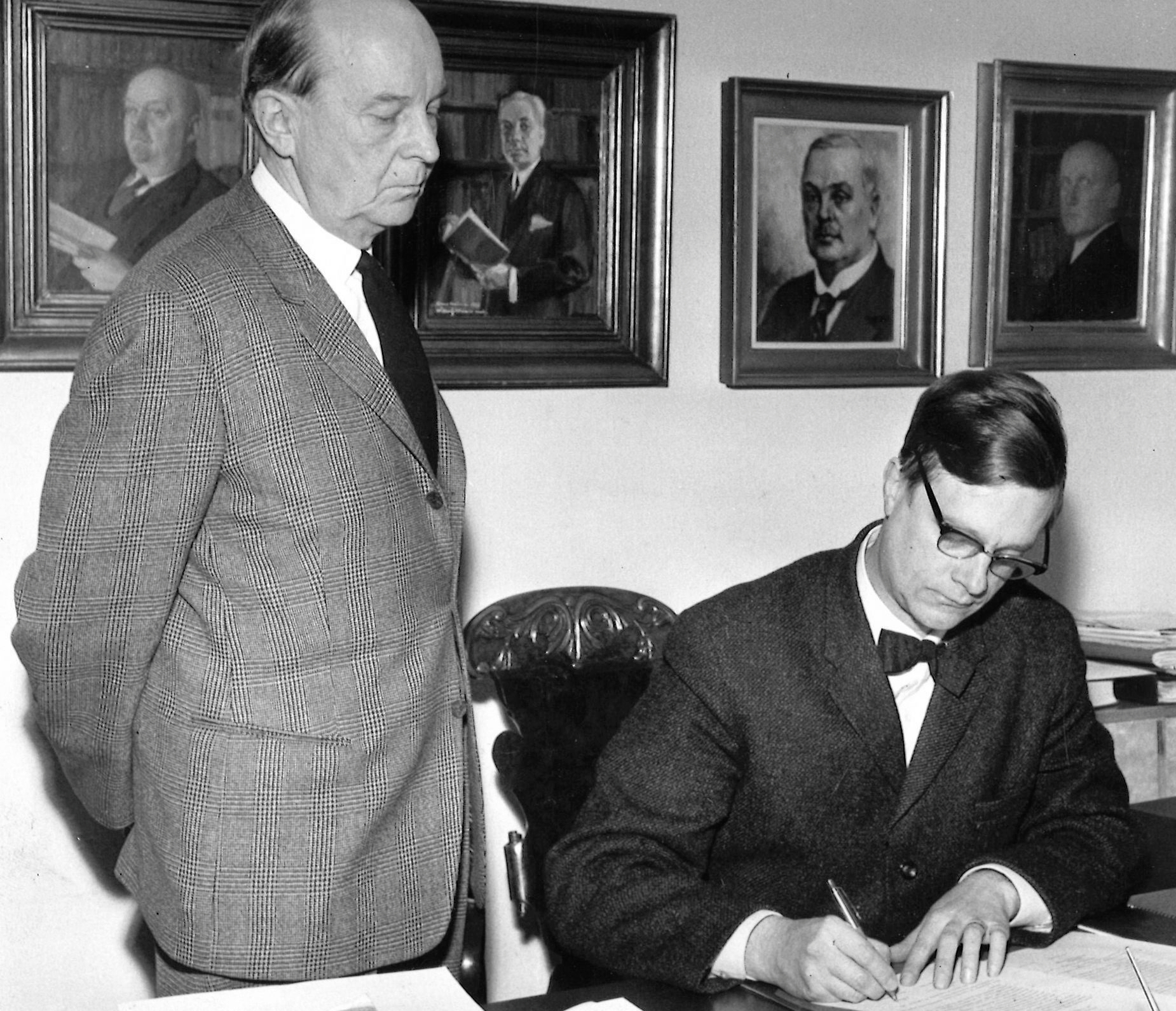
Registro fotográfico do diretor teatral finlandês Arvi Kivimaa e do cartunista Kari Suomalainen assinando um contrato para uma comédia no Teatro Nacional da Finlândia

## Nascimentos
| Data           | Nome                  | Profissão             | Nacionalidade  | Observações | Ref |
| -------------- | --------------------- | --------------------- | -------------- | ----------- | --- |
| 4 de Março     | Khaled Hosseini       | escritor              | Afeganistão    |             |     |
| 14 de Maio     | Eoin Colfer           | escritor e professor  | Irlanda        |             |     |
| 31 de Julho    | J. K. Rowling         | escritora             | Inglaterra     |             |     |
| 28 de agosto   | Gilberto Dimenstein   | jornalista e escritor | Brasil         |             |     |
| 20 de Novembro | Roberto Carlos Ramos  | pedagogo e escritor   | Brasil         |             |     |
| 25 de novembro | José Leon Machado     | escritor              | Portugal       |             |     |
| 31 de Dezembro | Nicholas Sparks       | escritor              | Estados Unidos |             |     |
| ?              | John Burnham Schwartz | escritor              | Estados Unidos |             |     |

## Mortes
| Data           | Nome                      | Profissão                          | Nacionalidade               | Observações                                                             | Ref         |
| -------------- | ------------------------- | ---------------------------------- | --------------------------- | ----------------------------------------------------------------------- | ----------- |
| 4 de janeiro   | T. S. Eliot               | poeta                              | Inglaterra / Estados Unidos | n. 1888                                                                 |             |
| 24 de janeiro  | Winston Churchill         | primeiro-ministro do Reino Unido   | Reino Unido                 | n. 1874 Nobel da Literatura 1953                                        | [ 1 ]       |
| 8 de Fevereiro | Augusto Frederico Schmidt | poeta                              | Brasil                      | n. 1906                                                                 |             |
| 5 de maio      | Ascenso Ferreira          | poeta                              | Brasil                      | n. 1895                                                                 |             |
| 30 de Maio     | Louis Hjelmslev           | linguista                          | Dinamarca                   | n. 1899                                                                 |             |
| 31 de Agosto   | E. E. Smith               | escritor de ficção científica      | Estados Unidos              | n. 1890                                                                 |             |
| 4 de setembro  | Albert Schweitzer         | teólogo, músico, filósofo e médico | França                      | n. 1875 Nobel da Paz 1952 Prémio Goethe 1928                            | [ 2 ] [ 3 ] |
| 28 de Novembro | José Campos de Figueiredo | escritor                           | Portugal                    | n. 1899 Prémio Antero de Quental (poesia) Prémio Ricardo Malheiros 1957 | [ 4 ]       |
| 16 de dezembro | William Somerset Maugham  | romancista e dramaturgo            | Inglaterra                  | n. 1874                                                                 |             |

## Prémios literários
- Nobel de Literatura - Mikhail Sholokhov[1]
- Prémio Machado de Assis - Cecília Meireles